# SozialMarie
SozialMarie – Preis für soziale Innovation ist ein von der österreichischen Unruhe Privatstiftung gestifteter Preis, der für sozial innovative Projekte verliehen wird und mit einem Geldpreis verbunden ist.
Die SozialMarie ist der älteste Preis für soziale Innovation in Europa und prämiert seit 2005 jährlich am 1. Mai hervorragende Projekte, die neuartige Lösungen für gesellschaftliche Problematiken entwerfen und anwenden. Sie wird von der Unruhe Privatstiftung finanziert. Aus eingereichten Projekten zeichnet eine „ExpertInnen-Jury“ 15 Preisträgerprojekte bei einer öffentlichen Preisverleihung im ORF-RadioKulturhaus in Wien aus. Die ersten drei Preise werden mit 15.000 Euro, 10.000 Euro und 5.000 Euro dotiert, die weiteren zwölf Preise jeweils mit 2.000 Euro. Seit 2006 wird die Bedeutung der Preisübergabe auch von Personen aus dem öffentlichen Leben, die den Ehrenschutz übernehmen, unterstrichen.

## Bezeichnung
Die soziale Komponente des Preises sollte durch einen weiblichen Namen betont werden. Außerdem wird der Name Marie im Wienerischen als Synonym für Geld verwendet.

## Ausschreibung
Die Ausschreibung richtet sich an Projekte aus Österreich, Ungarn, Tschechien, der Slowakei, Kroatien und Slowenien. Die Projekte können in der Zivilgesellschaft, im sozialen Sektor, in der Privatwirtschaft und in der öffentlichen Verwaltung angesiedelt sein. Zu den SozialMarie Kriterien der sozialen Innovation gehören neben den Neuheitswert von Lösungen für soziale Probleme und das Einbeziehen der Zielgruppen auch die effektive Umsetzung. Der Preis stellt keine Förderung dar, sondern ist eine Auszeichnung für wirksame soziale Innovationen.

## Jury
Die Jury setzt sich aus sechs Personen aus den Bereichen Sozialwissenschaften, Sozialarbeit, Forschung, Architektur, Bildung, Kunst zusammen. Aktuell sind das:
- Josef Hochgerner, Gründer und Senior Strategic Advisor des Zentrums für Soziale Innovation[7]
- Elisabeth Hammer, Geschäftsführerin des neunerhaus[8]
- Veronika Janyrova, Projektmanagerin am Wiener Institut für Internationale Wirtschaftsvergleiche[9]
- Ana Jeinić, Doktorandin am Institut für Architekturtheorie, Kunst- und Kulturwissenschaften der TU Graz[10]
- Miroslav Kocúr, Gründungsdirektor des Bilingualen C.S. Lewis-Gymnasiums in Bratislava, LEAF Award[11]
- Katalin Teller, Assistenzprofessorin am ELTE Institute for Art Theory and Media Studies in Budapest[12]

## Stiftung
Die Unruhe Privatstiftung wurde auf Betreiben von Wanda Moser-Heindl und Friedrich Moser auf Grund einer Erbschaft im Jahre 2000 ins Leben gerufen. Zweck der Stiftung ist die unmittelbare Förderung von Kunst, Wissenschaft, Forschung und Innovation, die Planung und Durchführung von Seminaren, Kongressen und Versammlungen, sowie die Veröffentlichung von Erkenntnissen und Werken mit sozialpolitischem, innovatorischem, wissenschaftlichem und künstlerischem Inhalt. Die Stiftung ist Mitglied des Vereins Sinnstifter. Mehrere österreichische Stiftungen haben sich zusammengeschlossen um gemeinsam Projekte im sozialen Bereich zu entwickeln, zu unterstützen und umzusetzen.

## Hauptpreise
2023
1. Preis: Long Ladder (Ungarn)

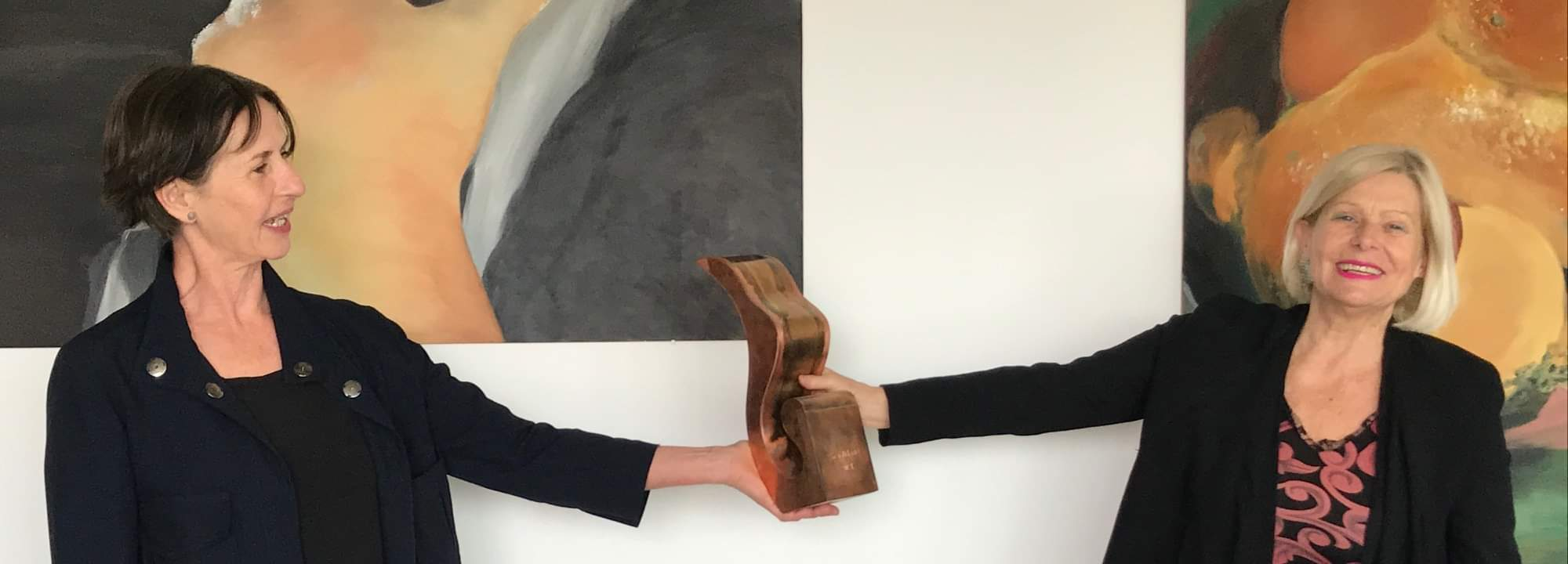
Preisvergabe SozialMarie 2021 für Arbeitskampf und Pflege

2. Preis: Kto Vlastní Slovensko? (Slowakei)
3. Preis: Community Roma Doula Service (Ungarn)
2022
1. Preis: Red Flags Slovakia.Digital (Slowakei)
2. Preis: Hobby Lobby – Freizeitverein für Kinder und Jugendliche (Österreich)
3. Preis: uugot.it TV (Österreich)
2021
1. Preis: Arbeitskampf und Pflege (Österreich)
2. Preis: Pandemic legal aid (Ungarn)
3. Preis: MADE IN: Crafts and Design Narratives (Kroatien, Österreich, Slowenien)
2020
1. Preis: Project Home (Slowakei)
2. Preis: Volkshilfe: Kindergrundsicherung
3. Preis: Print It Yourself! (Ungarn)
2019
1. Preis The Omama Project (Slowakei)
2. Preis: Genossenschaft für Gemeinwohl (Österreich)
3. Preis: Social Rental Agency - On the Way out of the Housing Crisis (Ungarn)
2018
1. Preis Housing First for Families in Brno (Tschechien)
2. Preis: Book Club Pal'ikerav (Slowakei)
3. Preis: Wiener Kuchl (Österreich)
2017
1. Preis Studio 27 – Focused on Soul (Tschechien)
2. Preis: Welcome to Life (Österreich)
3. Preis: Na Ovoce (Tschechien)
2016
1. Preis: Displaced_Space for Change (Österreich)
2. Preis: WhoKnowsWhat? (Ungarn)
3. Preis: Philanthropists' Stock Exchange (Tschechien)
2015
1. Preis: PROSA – Projekt Schule für alle (Österreich)
2. Preis: Nota Bene Luggage Porters (Slowakei)
3. Preis: Change is Possible (Tschechien)
2014
1. Preis: Sozialnetz-Konferenz in der Bewährungshilfe (Österreich)
2. Preis: raumSchläuche schlauchRäume (Österreich)
3. Preis: NACHBARINNEN in Wien (Österreich)
2013
1. Preis: Against Fuel Poverty with Biomass Briquettes (Ungarn)
2. Preis: Night Out (Tschechien)
3. Preis: Urban Community Garden "Miracle Gardens" (Kroatien)
2012
1. Preis: Kinderhospiz Netz (Österreich)
2. Preis: eltern.chat (Österreich)
3. Preis: Junior City Farmer Schönbrunn (Österreich)
2011
1. Preis: Social housing reconstruction camp in Nagykanizsa (Ungarn)
2. Preis: Armutsgrenze?! (Österreich)
3. Preis: Sarah und die Wolke mit Erika Kronabitter, Gerald Herowitsch-Trinkl (Österreich)
2010
1. Preis: Kein Kies zum Kurven Kratzen (Österreich)
2. Preis: LebensDESIGN – Lebenshilfe Salzburg (Österreich)
3. Preis: Balu und Du – Europaschule Wien
2009
1. Preis: School Enrolment and Community Action in Csörög – Chance for Children Foundation (Ungarn)
2. Preis: Zukunft für alle – Stadtgemeinde Kapfenberg (Österreich)
3. Preis: Abschied nehmen – Rainbows (Österreich)
2008
1. Preis: living books – Die „Lebende Bibliothek“ (Österreich)
2. Preis: SBS – Small Business Starter (Österreich)
3. Preis: Roma help Roma (Ungarn)
2007
1. Preis: Connecting People (Österreich)
2. Preis: Black Austria (Österreich)
3. Preis: Die Zweite Wiener Vereins-Sparcasse (Österreich)
2006
1. Preis: M.U.T. (Österreich)
2. Preis: Barfuss (Österreich)
3. Preis: 2getthere Burgenland (Österreich)
2005
1. Preis: www.deserteursberatung.at (Österreich)
2. Preis: Roma Police Assistants Programme (Tschechien)
3. Preis: Your Viewture (Österreich)